# Алік Грановський
Алік Грановський (Алик Грановский, повне ім'я Олександр Михайлович Грановський) — російський рок-музикант, бас-гітарист, незмінний учасник і лідер гурту «Мастер» (укр. — «Майстер»). Один із засновників гуртів «Ария» та «Мастер». Є одним з найвідоміших басистів в Росії.

## Біографія
Народився 27 жовтня 1959 року в Москві. З дитинства грав на скрипці, фортепіано та контрабасі. З 13 років Алік почав грати на бас-гітарі.
Першим професійним гуртом, в якому грав Алік Грановський, було «Смещение», яке він та гітарист Андрій «Крустер» Лєбєдев заснували 1980 чи 1981 року. Музика гурту була у жанрах хард-рок і прогресив із жіночим вокалом. На думку самого Грановського, у цьому гурті в нього було найбільше можливостей самореалізації, як бас-гітариста. 1983 року Алік приєднався до Сергія Саричева та гурту «Альфа». Від початку 1984 по кінець 1986 року працював в ансамблі «Поющие сердца», пізніше перейменованому в гурт «Ария». Внаслідок першого розколу цього колективу 1987 року разом з Андрієм Большаковим, Ігорем Молчановим і Кирилом Покровським створив гурт «Мастер». У тому ж році було випущено одноіменну гурту першу платівку, яка розійшлася тиражем у понад мільйон лише ліцензійних копій. У наступному році колектив став одним з перших радянських рок-гуртів, що поїхали з концертами до Західної Європи. Ще роком пізніше другий альбом гурту побив позначку у два мільйони проданих екземплярів. Алік виступив одним з провідних композиторів як перших двох альбомів гурту «Ария», так і творчості гурту «Мастер» від моменту його заснування.
Подальша біографія Аліка пов'язана з цим гуртом. Грановський є єдиним його учасником, незмінним протягом всієї історії діяльності колективу. Від часу припинення виступів Андрієм Большаковим, Грановський є лідером гурту.
1999 року Алік випустив свій перший сольний альбом: «Большая прогулка». У 2014 вийшов другий, майже цілковито інструментальний, крім однієї пісні, альбом «Bass Manuscript».